# Eriochloa stapfiana
Eriochloa stapfiana là một loài thực vật có hoa trong họ Hòa thảo. Loài này được Clayton mô tả khoa học đầu tiên năm 1975.